# 國際會計準則理事會
國際會計準則理事會（英語：International Accounting Standards Board），屬於國際財務報告準則基金會的獨立會計準則個別人士參與，總部位於英國倫敦。
該會則在2001年4月1日，由已解散國際會計準則委員會（IASC）重置，而該會職責是推廣有關國際財務報告準則（在2001年實施後，新名稱為國際會計準則）應用方式。

## 基金會
而國際會計準則基金會（International Accounting Standards Foundation）（IASF）則在2001年12月31日，於美國特拉华州以徵稅方式機構設立。2001年2月6日，國際財務告準則基金會也同樣於美國特拉华州以徵稅方式機構設立。國際財務告準則基金會純屬獨立和非謀利組織。基礎任務是訂高質量、易於理解和具可行性的國際會計準則，準則要求向公眾披露的財務報告應具明晰性和可比性。
而國際財務報告準則，是由國際會計準則理事會而設，它們是獨立人士參與國際財務報告準則基金會工作。2001年3月1日，當時國際會計準委員會則開始刊發有關《該會的去向意見》（Recommendations on Shaping IASC for the Future）。
其基金會則訂出三個列項僱員架構和技術可行性，該會則以信託方式進行、組織管理責任、委任該會成員和經費。其基金會為監察會公眾透明度資本市場認受性。

## 成員
該會由14為名全日委會成員，每一個人以投票方式進行。它們最特點是挑選有關技術和經驗的專業人士。
截至2021年3月止，該會成員包括：
- 主席Andreas Barckow（德国）
- 副主席Sue Lloyd
- Nick Anderson（英国）
- Tadeu Cendon（巴西）
- Zach Gast（美国）
- 陆建桥（中国）
- Bruce Mackenzie（南非）
- Bertrand Perrin（法国）
- Tom Scott（加拿大）
- 鈴木理加（日本）
- Ann Tarca（澳大利亚）
- Mary Tokar（美国）